# Mark Galvin
Mark Galvin (ur. 22 czerwca 1955 roku) – irlandzki kierowca wyścigowy.

## Kariera
Galvin rozpoczął karierę w międzynarodowych wyścigach samochodowych w 1984 roku od startów w FIA World Endurance Championship oraz Brytyjskiej Formule 3. Nigdzie jednak nie zdobywał punktów. W późniejszych latach pojawiał się także w stawce Grand Prix Monako Formuły 3, World Sports-Prototype Championship, 24-godzinnego wyścigu Le Mans, Europejskiego Pucharu Formuły 3, Włoskiej Formuły 3, Francuskiej Formuły 3, Formuły 3000 oraz Formuły 3 Euro Series.
W Formule 3000 Irlandczyk został zgłoszony do wyścigu na torze Circuit de la Sarthe w sezonie 1986 z brytyjską ekipą CoBRa Motorsport. Jednak nie ukończył tego wyścigu.